# アルトゥール・グライザー

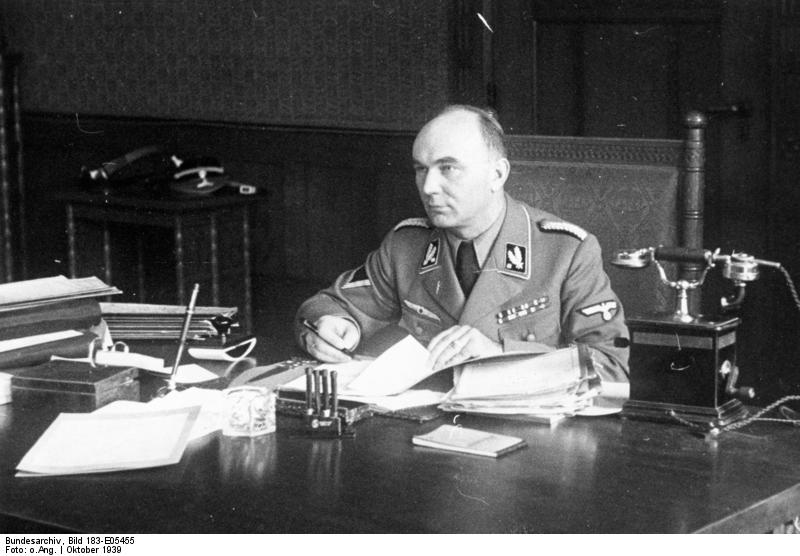
1939年10月、アルトゥール・グライザー

アルトゥール・グライザー（ドイツ語: Arthur Greiser, 1897年1月22日 - 1946年7月14日）は、ドイツの政治家。ヴァルテラント (de:Wartheland) の国家代理官 (de:Reichsstatthalter)、また国家社会主義ドイツ労働者党のヴァルテラント帝国大管区指導者。最終階級はSS大将（親衛隊）、NSKK大将（国家社会主義自動車軍団）、NSFK中将（国家社会主義航空軍団）、海軍大尉（ドイツ海軍）。

## 略歴
ドイツ帝国プロイセン王国ポーゼン州 (de:Provinz Posen) シェローダ（現ポーランド領シロダ (Środa) に生まれた。ギムナジウム在学中に第一次世界大戦が勃発。1914年8月、ギムナジウムを中退してドイツ海軍に入隊した。1917年7月に海軍少尉 (Leutnant zur See) に任官。その後、海軍の飛行士となり、飛行隊を率いて戦った。1918年10月に負傷して1919年春まで入院した。
戦後、ドイツ義勇軍「Grenzschutz Ost」に参加した。1919年から1928年にかけて自由都市ダンツィヒの輸出業者で働いた。1922年にドイツ社会党 (Deutschsoziale Partei) の党員となる。1924年にはダンツィヒの鉄兜団の共同創設者、また団員となる。1928年から1930年にかけてはダンツィヒ港で旅客モーターボートの船長をしていた。
1929年11月1日に国家社会主義ドイツ労働者党（ナチ党）と突撃隊（SA）に入隊（党員番号166,635）。ナチ党のダンツィヒ大管区の商業マネージャーに就任した。1930年10月中にヘルマン・ゲーリングから一時的にダンツィヒ大管区指導者代行に任じられたが、まもなくアルベルト・フォルスターにダンツィヒ大管区指導者の座を譲り、グライザーはフォルスターの下で大管区指導者代理に就任した。ダンツィヒ議会のナチ党議員団の団長ともなった。1931年6月30日に突撃隊から親衛隊（SS）に移籍した（親衛隊隊員番号10,795）。1932年10月5日には反政府活動のためにエルビングの地方裁判所より200ライヒスマルクの罰金と一週間の投獄の判決を受けた。しかし12月20日の恩赦で執行されなかった。
ナチ党政権掌握後の1933年には自由都市ダンツィヒの外交問題担当局長となり、またダンツィヒ議会の副議長となる。1934年にはダンツィヒ狩猟長官、さらにダンツィヒ議会の議長に就任した。ポーランド侵攻後にポーランド領のうち旧ドイツ帝国領だった地域がドイツに復帰し、そこの領域にポーゼン大管区（後にヴァルテラント帝国大管区と改名）が設置された。1939年10月21日にグライザーがその大管区指導者に任じられた。ヴァルテラントの国家代理官にも任じられた。ダンツィヒに持っていた役職はこの際に全て辞した。
1940年7月7日には国会議員となる。国家社会主義自動車軍団 (NSKK) や国家社会主義航空軍団 (NSFK) にも属し、それぞれ大将、中将位を与えられている。またかつて所属していた海軍より予備役海軍大尉 (Kapitänleutnant d.R) の階級も贈られている。
ヴァルテラント帝国大管区指導者として、ヘウムノ絶滅収容所の設立を行なった。戦争末期の1945年1月20日、彼はヒトラーにソ連軍が極めて至近に迫っており、フランクフルト・アン・デア・オーデルに司令部の移動許可を願い出て、許可される。実際には、ソ連軍はポーゼンから130キロ地点に所在しており、また、彼はポーゼンの防衛は可能であると部下に公言し、部下一人と、トラックを接収して大管区本部にある資産と書類を持って、事実上逃亡した。これによって、ヴァルテラント帝国大管区内は大混乱となり、民間人も逃亡を開始するが、5万人の犠牲者が出た。グライザーの逃亡については、ナチス党内でも批判があり、ヨーゼフ・ゲッベルスはグライザーを人民法廷にかけるべきだとも主張したが、ヒトラーが直々に許可を出したため何の処罰もされなかった。
戦後、アメリカ軍により逮捕され、ポーランドに送られて、法廷にかけられた。1946年7月9日に死刑判決を受け、7月14日に処刑された。グライザーには息子が2人、娘が2人いた。